# 秋田大学
秋田大学（あきただいがく、英語: Akita University）は、秋田県秋田市手形学園町1-1に本部を置く日本の国立大学。1873年創立、1949年大学設置。大学の略称は秋大（しゅうだい）。

## 概観
秋田大学は1949年（昭和24年）国立学校設置法に基づく新制大学として、秋田師範学校（1878年設立）、秋田青年師範学校（1944年設立）、秋田鉱山専門学校（1910年設立）を包括して設置された国立大学である。設立時は学芸学部、鉱山学部の2学部であったが、現在では国際資源学部、教育文化学部、医学部、総合環境理工学部、情報データ科学部の5学部を有する総合大学となっている。

## 沿革

### 略歴
1949年に秋田師範学校（1878年設立）、秋田青年師範学校（1944年設立）、秋田鉱山専門学校（1910年設立）を包括して設置された。なお、秋田大学では1949年の新制大学設置年を創立年として「創立70周年」を2019年に祝ったが、同時に大学の沿革には1873年設立の「秋田県伝習学校」が後の秋田師範学校であり、現在の教育文化学部の淵源であると明記している。それゆえプロジェクト:大学/大学テンプレート (日本国内)にしたがって、1949年は大学設置年、1878年を創立年として区別した。

### 年表
- 1949年5月31日 - 秋田大学設立。（学芸学部、鉱山学部）
- 1965年4月1日 - 大学院鉱山学研究科（修士課程）を設置。
- 1967年6月1日 - 学芸学部を教育学部に改称。
- 1970年4月1日 - 医学部を設置。
- 1971年4月1日 - 医学部附属病院を設置。
- 1976年4月1日 - 大学院医学研究科を設置。
- 1989年4月1日 - 大学院教育学研究科（修士課程）を設置。
- 1989年10月1日 - 医療技術短期大学部を開設。
- 1994年4月1日 - 大学院鉱山学研究科（博士課程）を設置。
- 1998年4月1日 - 教育学部を教育文化学部、鉱山学部を工学資源学部に改組。
- 2002年4月1日 - 大学院鉱山学研究科を工学資源学研究科に改組。
- 2002年10月1日 - 医療技術短期大学部を医学部保健学科に改組。
- 2004年4月1日 - 国立大学法人法により、国立大学法人へ移行。
- 2014年4月1日 - 工学資源学部の資源系学科と教育文化学部の国際系課程を分離、融合して国際資源学部を設置。また、工学資源学部を改組、改称して理工学部を設置。
- 2025年4月1日
  - 情報データ科学部を設置。数理・電気電子情報学科電気電子工学コースの一部、数理・電気電子情報学科人間情報工学コースの一部、システムデザイン工学科機械工学コースの一部を改組し開設。
  - 理工学部を改組し、総合環境理工学部を設置[3]。
  - 生命科学科生命科学コース全部で応用化学生物学科生物学コース、物質科学科応用化学コースの一部で応用化学生物学科応用化学コース、物質科学科材料理工学コースの一部で応用化学生物学科有機・高分子化学コースに改組。
  - 物質科学科応用化学コースの一部、物質科学科材料理工学コースの一部、数理・電気電子情報学科数理科学コースで環境数物科学科数理科学・地球環境学コース、数理・電気電子情報学科電気電子工学コースの一部、数理・電気電子情報学科人間情報工学コースの一部、システムデザイン工学科機械工学コースの一部で環境数物科学科機能デバイス物理コースに改組。
  - 物質科学科材料理工学コースの一部と数理・電気電子情報学科電気電子工学コースの一部で社会システム工学科電気システムコース、物質科学科材料理工学コースの一部とシステムデザイン工学科機械工学コースの一部で社会システム工学科モビリティコース、システムデザイン工学土木環境工学コースで社会システム工学科社会基盤コースに改組。

## 基礎データ

### 所在地
- 手形キャンパス（秋田県秋田市手形学園町）：大学本部、教育文化学部、理工学部、国際資源学部、放送大学
- 本道キャンパス（秋田県秋田市柳田[注 1]）：医学部、医学部附属病院
- 保戸野キャンパス（秋田県秋田市保戸野原の町）：附属学校（幼・小・中・特別支援）

### 象徴
- 学章は、  コバルトグリーンで描かれた3枚の秋田蕗の葉に、  ロイヤルブルーで「大学」の文字を配したもの。
- 学章とは別に、2025年（令和7年）の5学部体制への移行を契機にダイヤモンドのブリリアントカットをモチーフとしたロゴマークが制定されている。[4]以前のロゴマークについては以下のとおり。
  - 2019年（令和元年）に制定。4株の稲と本を開いたイメージのロゴマーク。
  - 2013年（平成25年）に制定。グリーンの4本ラインとイエローとで秋田の頭文字である「a」を表現したロゴマーク。
  - 2004年（平成16年）の国立大学法人を機に制定。オレンジとブルーで描かれた5つの円を組み合わせたロゴマーク。

## 教育及び研究

### 組織

#### 学部
- 国際資源学部
  - 国際資源学科
    - 資源政策コース[注 2]
    - 資源地球科学コース[注 3]
    - 資源開発環境コース[注 4]
- 教育文化学部
  - 学校教育課程
    - 教育実践コース
    - 英語教育コース
    - 理数教育コース
    - 特別支援教育コース
    - こども発達コース

  - 地域文化学科[注 5]
    - 地域社会コース
    - 国際文化コース
    - 心理実践コース
- 医学部
  - 医学科
  - 保健学科[注 6]
    - 看護学専攻
    - 理学療法学専攻
    - 作業療法学専攻
- 総合環境理工学部 （令和7年度新設）
  - 応用化学生物学科
    - 生物学コース
    - 有機・高分子化学コース
    - 応用化学コース

  - 環境数物科学科
    - 数理科学・地球環境学コース
    - 機能デバイス物理コース

  - 社会システム工学科
    - モビリティコース
    - 電気システムコース
    - 社会基盤コース
- 情報データ科学部 （令和7年度新設）
  - 情報データ科学科

#### 2024年度入学生まで存在した学部・学科・課程
- 理工学部
  - 生命科学科
    - 生命科学コース[注 7]

  - 物質科学科
    - 応用化学コース[注 8]
    - 材料理工学コース

  - 数理・電気電子情報学科
    - 数理科学コース[注 9]
    - 電気電子工学コース[注 10]
    - 人間情報工学コース

  - システムデザイン工学科
    - 機械工学コース[注 11]
    - 土木環境工学コース[注 12]

#### 2013年度入学生まで存在した学部・学科・課程
- 工学資源学部 （旧・鉱山学部）
  - 地球資源学科
  - 環境応用化学科（2008年度の環境物質工学科分離に伴い名称変更）
  - 材料工学科
  - 機械工学科
  - 電気電子工学科
  - 土木環境工学科
  - 情報工学科
  - 生命化学科（2008年度環境物質工学科を分離し新設）
- 教育文化学部
  - 学校教育課程
選修：教科教育実践、障害児教育、発達科学
  - 地域科学課程
選修：政策科学、生活者科学、文化環境
  - 国際言語文化課程
選修：日本・アジア文化、欧米文化、国際コミュニケーション
  - 人間環境課程
選修：自然環境、環境応用

#### 研究科
- 国際資源学研究科
  - 資源地球科学専攻（博士前期課程）
  - 資源開発環境学専攻（博士前期課程）
  - 資源学専攻（博士後期課程）
- 教育学研究科
  - 学校教育専攻（修士課程）（2016年4月まで）
    - 学校教育専修　
    - 心理教育実践専修

  - 教科教育専攻（修士課程）（2016年4月まで） 
    - 国語教育専修　
    - 社会科教育専修　
    - 数学教育専修
    - 理科教育専修　
    - 音楽教育専修　
    - 美術教育専修
    - 保健体育専修　
    - 家政教育専修　
    - 英語教育専修

  - 教職実践専攻（専門職学位課程）（2016年4月から）
    - 学校マネジメントコース（現職教員対象）
    - カリキュラム・授業開発コース（学部卒業者、現職教員対象）
    - 発達教育・特別支援教育コース（学部卒業者、現職教員対象）

  - 心理教育実践専攻（修士課程）[5]（2016年4月から）
- 医学系研究科[注 13]
  - 医科学専攻（修士課程）
  - 保健学専攻[注 14]（博士前期課程・博士後期課程）
    - 博士前期課程の領域 
看護学領域、リハビリテーション科学領域
    - 博士後期課程の分野 
女性・小児発達支援科学分野、生活機能・健康行動支援科学分野

  - 医学専攻（4年制博士課程） 
病態制御医学系[注 15]、腫瘍制御医学系[注 16]、機能展開医学系[注 17]、社会環境医学系[注 18]、臨床教育協力部門
- 工学資源学研究科（2016年4月まで）
  - 地球資源学専攻[注 19]（博士前期課程）
  - 環境応用化学専攻[注 20]（博士前期課程） - 2008年度生命科学専攻分離に伴い環境物質工学専攻から名称変更
  - 生命科学専攻[注 21]（博士前期課程）- 2012年度環境物質工学専攻から分離し新設
  - 材料工学専攻[注 22]（博士前期課程）
  - 情報工学専攻[注 23]（博士前期課程）
  - 機械工学専攻[注 24]（博士前期課程）
  - 電気電子工学専攻[注 25]（博士前期課程）
  - 土木環境工学専攻[注 26]（博士前期課程）
  - 共同ライフサイクルデザイン工学専攻[注 27]（博士前期課程） - 秋田県立大学との共同大学院
  - 資源学専攻[注 28]（博士後期課程）
  - 生命科学専攻[注 21]（博士後期課程）
  - 機能物質工学専攻[注 29]（博士後期課程）
  - 生産・建設工学専攻[注 30]（博士後期課程）
  - 電気電子情報システム工学専攻[注 31]（博士後期課程）
- 理工学研究科（2016年4月から）
  - 生命科学専攻 生命科学コース（博士前期課程）
  - 物質科学専攻 応用化学コース、材料理工学コース（博士前期課程）
  - 数理・電気電子情報学専攻 数理科学コース、電気電子工学コース、人間情報工学コース（博士前期課程）
  - システムデザイン工学専攻 機械工学コース、創造生産工学コース、土木環境工学コース（博士前期課程）
  - 共同ライフサイクルデザイン工学専攻（博士前期課程）
  - 総合理工学専攻 生命科学領域、物質科学領域、数理・電気電子情報学領域、システムデザイン工学領域（博士後期課程）

#### 附属機関

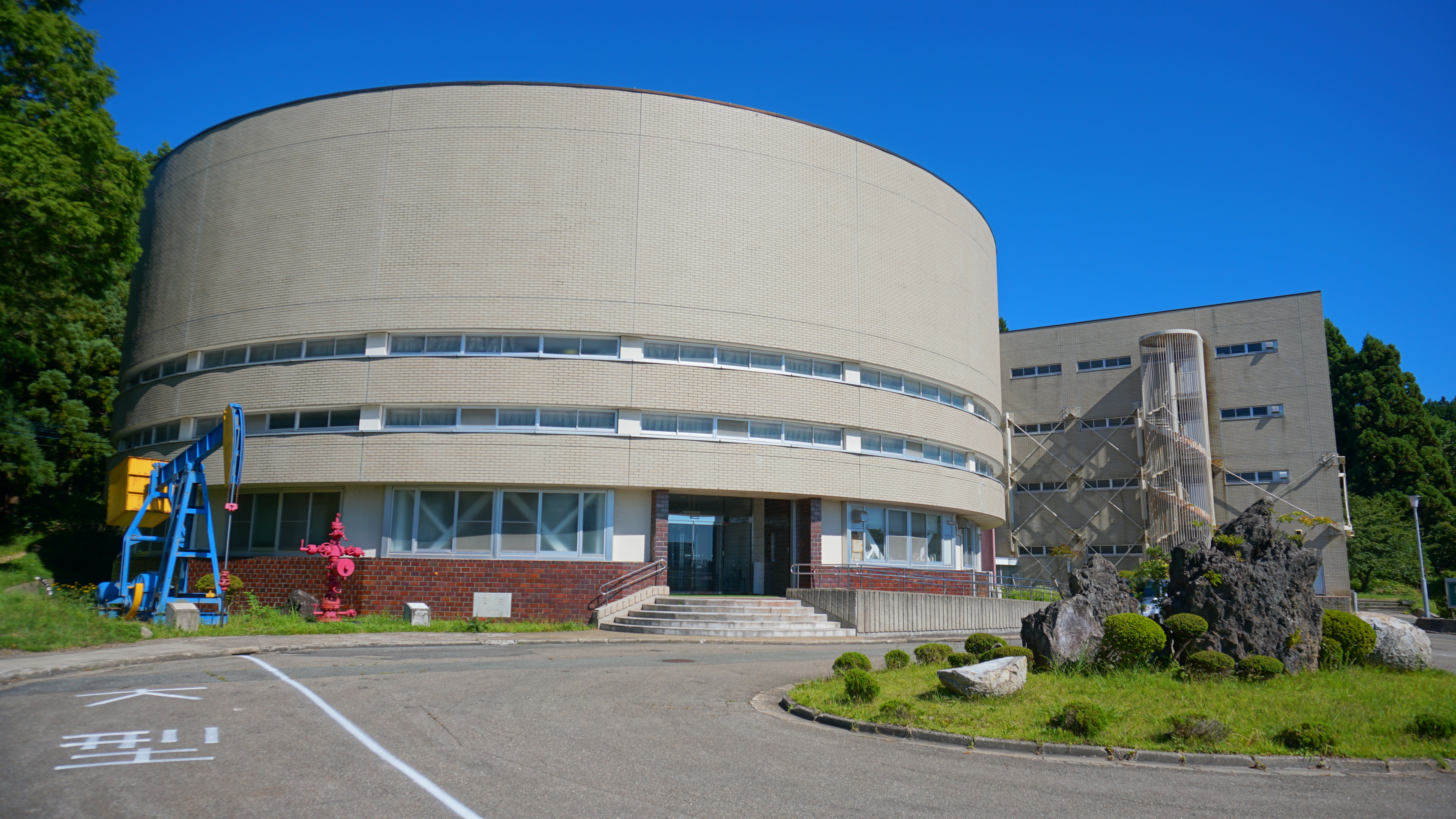
鉱業博物館

- 国際資源学部
  - 附属鉱業博物館鉱業博物館
鉱学分野における日本有数の博物館である。1910年に設立された秋田鉱山専門学校の列品室が前身である。鉱物・岩石・化石などの標本類や地下資源の利用をわかりやすく解説した模型・パネルなど、展示資料は4000点以上にのぼる。
- 教育文化学部
  - 秋田大学教育文化学部附属幼稚園
  - 秋田大学教育文化学部附属小学校
  - 秋田大学教育文化学部附属中学校
  - 秋田大学教育文化学部附属特別支援学校
  - 附属教育実践研究支援センター
- 医学部
  - 附属病院
- 大学院理工学研究科
  - 附属理工学研究センター
  - 附属ものづくり創造工学センター
  - 附属地域防災力研究センター
- 学内共同教育研究施設
  - 産学連携推進機構
  - 情報統括センター
  - バイオサイエンス教育・研究サポートセンター
  - 放射性同位元素センター
  - 環境安全センター
  - 地方創生センター1号館（旧ベンチャー・インキュベーション・センター）
  - 地方創生センター2号館（旧ベンチャー・ビジネス・ラボラトリー）
- センター
  - 評価センター
  - 教育推進総合センター
  - 学生支援総合センター
  - 教員免許状更新講習推進センター
  - 国際交流センター
- 附属図書館
  - 中央図書館
  - 医学図書館
- 保健管理センター

### 研究

#### 21世紀COEプログラム
21世紀COEプログラムとして、1件のプロジェクトが採択されている。
- 2002年
生命科学
細胞の運命決定制御

#### グローバルCOEプログラム
グローバルCOEプログラムとして、1件のプロジェクトが採択されている。
- 2007年
生命科学
生体調節シグナルの統合的研究（群馬大学との共同拠点）

### 教育
- 特色ある大学教育支援プログラム
  - 三学部連携による地域・臨床型リーダー養成
- 大学・大学院における教員養成推進プログラム
  - 教育研究リーダーの学校臨床型養成
- 理工学部通信教育講座
  - 1948年に開設された秋田鉱山専門学校通信教育部が母体であり、1983年と1995年に再編された。大学卒業資格の得られる大学通信教育ではなく、社会通信教育に属する。

## 学生生活

### サークル

#### 体育系クラブサークル
- 体育会

- 硬式野球部
- ソフトテニス部
- 少林寺拳法部
- ラグビー部
- 男子バスケットボール部
- 女子バスケットボール部
- 男子バレーボール部
- 女子バレーボール部
- 軟式野球部
- 弓道部
- 自動車部（AUAC）
- 硬式テニス部
- 陸上競技部
- 男子ハンドボール部
- 女子ハンドボール部
- バドミントン部
- 卓球部
- 全学剣道部
- 空手道部
- 水泳部
- ワンダーフォーゲル部
- 基礎スキー部
- 山岳部

- アイスホッケー部
- アメリカンフットボール部
- アーチェリー部
- ケイビング部
- ASAテニスサークル
- バドミントンサークル
- Wind Chaser(パラグライダー）
- NorthViking(フットサル）
- ぐろおぶ(軟式野球）
- アルティメットフリスビーサークル
- 土曜バスケットボールサークル
- 秋田大学サイクリング部（AUCC）
- カーリング部
- スノーボードサークルSnies
- 蹴球部
- 柔道部
- 競技スキー部
- バレーボールサークル
- 秋田大学ゴルフサークル
- Paradogs（フットサル）
- FCあしべ
- レジャーサークル
- 競輪部
- 秋田大学競技ダンス部

#### 文化系クラブサークル
- 写真部
- 演劇サークル「きたのかい」
- Rock＆Pops研究会PLAY MISS
- 秋田大学祭実行委員会
- 秋田大学混声合唱団A.Choir
- 秋田大学吹奏楽団
- 天文研究会
- 軽音楽研究会
- 漫画研究会C-club
- 音楽同好会
- 鍵盤の会P.F.（ピアノフォルテ）
- 秋田大学パーカッションアンサンブルグループ
- よさこいサークル よさとせ歌舞輝
- 南米民族音楽サークル　La-mia
- 奇術研究会
- 秋田大学囲碁部
- プログラミングサークルTNP
- 秋田県学生BBS会
- 秋田大学環境サークルG.C

- 茶道部
- AKITAID (秋田大学被災地復興支援団体）
- ダンスサークルS.P.Y
- 秋田大学ニューブラスアンサンブル
- アカペラサークルixi.
- 海外鉱業研究会
- 秋田大学管楽研究会
- 秋田大学温泉研究会
- 映画研究会
- ボランティアサークル　V-net
- テーブルゲームサークル
- T.E.　～手話・点字サークル～
- 創作工房
- 秋田大学推理小説研究会
- 虹
- frog
- ARCグループ
- 将棋部

#### 医学部クラブサークル
- 男子競技スキー部
- 女子競技スキー部
- 男子バドミントン部
- 女子バドミントン部
- 男子陸上競技部
- 女子陸上競技部
- 男子卓球部
- 女子卓球部
- 男子バスケットボール部
- 女子バスケットボール部
- 男子バレーボール部
- 女子バレーボール部
- 男子カーリング部
- 女子カーリング部
- 男子サッカー部
- 女子サッカー部
- 水泳部
- 準硬式野球部
- 男子硬式庭球部
- 女子硬式庭球部
- 男子ソフトテニス部
- 女子ソフトテニス部
- ハンドボール部
- ラグビー部

- 剣道部
- 男子柔道部
- 女子柔道部
- 弓道部
- 釣り部
- JAZZ研究会
- E.S.S
- 軽音楽部　Out Put
- 臨床心理研究会
- 国際医療交流会
- 写真部
- 秋田大学医学部室内合奏団
- 手話部
- MedicA
- 聖書研究会
- MBA(ボーリング)
- ボランティアサークルTeam AAA
- 男子ボート部
- 秋田大学医学部祭実行委員会
- ダンス部 Dooties
- 自転車競技部
- 氷上競技部
- ゴルフ部
- 空手道部

#### 保健学科クラブサークル
- 秋田スポーツメディカルコンディショニングクラブ
- 区画活性課
- 園芸農業クラブSaryo-
- 釣りサークル

- 旅サークル
- 病棟ボランティア
- 科学研究クラブ
- 山の会こまくさ

### 学園祭
秋田大学の学園祭は「秋田大学祭」と呼ばれ、毎年10月に開催される。

### 今日歩大会
体育会が主催するスポーツイベントで、男鹿市の寒風山から手形キャンパスまでの約40kmを一晩かけて歩き（走り）通す。年1回、通例6月に開催される。学生や大学関係者の他に一般からも参加があり、例年500人ほどが集う。

## 大学関係者と組織

### 大学関係者組織
秋田大学の同窓会は、以下のように、各学部・組織ごとの出身者別に構成される。
- 旭水会（学芸学部・教育学部・教育文化学部）
- 本道（医学部医学科）
- 本道さくらの会（医療短期大学部・医学部保健学科）
- 北光会（鉱山学部・工学資源学部）

また、各同窓会の相互交流・全学出身者の連携を目的とした「全学同窓会連絡協議会」が存在する。

## 施設

### キャンパス

#### 手形キャンパス
- 使用学部：教育文化学部、理工学部、国際資源学部
- 使用研究科：教育学研究科、理工学研究科、国際資源学研究科
- 使用附属施設：附属鉱業博物館、情報統括センター　など
- 交通アクセス：JR秋田駅よりバス（秋田中央交通）10分「秋田大学前」下車。夜行バスの場合は、ドリーム秋田・横浜号で終点下車。

大学事務局はこのキャンパスにある。また、教養基礎教育の多くもこのキャンパスで開講される。附属鉱業博物館は公道を挟み他施設よりも高い場所（通称「手形山」の中腹）に位置する。

#### 本道キャンパス
- 使用学部：医学部
- 使用研究科：医学系研究科
- 使用附属施設：医学部附属病院
- 交通アクセス：JR秋田駅よりバス（秋田中央交通）20分「大学病院前」下車

#### 保戸野キャンパス
- 使用学部：なし
- 使用研究科：なし
- 使用附属施設：なし
- 交通アクセス：JR秋田駅よりバス（秋田中央交通）15分「原の町」下車

教育文化学部附属小学校、同中学校、同特別支援学校、同幼稚園はこのキャンパスにある。

### 学生寮
秋田大学の学生が入居可能な寮として、男子寮である西谷地寮（旧北光寮）、女子寮である手形寮、本道寮がある。

#### 西谷地寮
老朽化した旧北光寮を建て替える目的で2010年から入居が開始された寮。旧北光寮のグラウンド跡に建てられ、オール電化やセキュリティなど最新の設備が設置されている。尚、旧北光寮は工学資源学部生のみであったが、こちらは全学部生が対象となっている。
- 寮形態:新々寮
- 交通アクセス:秋田駅より徒歩10分。または秋田中央交通バス北光寮前バス停すぐ。

#### 手形寮
- 寮形態:新々寮
- 交通アクセス:秋田大学正門より徒歩5分。または秋田中央交通バス鉱業博物館入口バス停下車1分。

#### 本道寮
- 寮形態:新々寮
- 交通アクセス:秋田大学本道キャンパス徒歩10分。

## 対外関係

### 地方自治体との協定
- 国立大学法人秋田大学は秋田県横手市と地域活性化を目的とした包括協定を締結し、2009年8月5日に秋田大学横手分校を開設した。
- 同様に、秋田県北秋田市と地域活性化を目的とした包括協定を2009年10月6日に締結し、秋田大学北秋田分校を開設した。またその開設を祝うセレモニーを同年11月17日に開催した。

### 他大学との協定
- 北東北国立3大学連携推進会議

同会議の決定に基づく単位互換協定により、岩手大学、弘前大学と単位互換制度を実施している。集中講義の時期には教員を派遣、受け入れをしており秋田大学の学生は3大学の講義を受講できる。
- 放送大学との単位互換協定

放送大学との単位互換協定により，放送大学で取得した単位を卒業に要する単位として認定することができる。
- 大学コンソーシアムあきた

秋田県内の14の高等教育機関による連携協力協定。本学は2005年の発足時より加盟しており、本学内に事務局が設置されている。
- 国際交流協定校
  - ウィノナ州立大学（アメリカ・ミネソタ州）
  - セントクラウド州立大学 （アメリカ・ミネソタ州）
  - ハンバッ大学校（韓国）
  - 三陟大学校（韓国）
  - 圓光大学校（韓国）
  - 黒龍江大学（中国・黒竜江省）
  - 東北大学（中国・遼寧省・瀋陽市）
  - 中国医科大学（中国・遼寧省・瀋陽市）
  - 大連民族大学（中国・遼寧省・大連市）
  - 遼寧工程技術大学（中国・遼寧省）
  - 吉林大学（中国・吉林省）
  - 中南大学（中国・湖南省・長沙市）
  - 蘭州大学（中国・甘粛省）
  - 新疆医科大学（中国・新疆ウイグル自治区）
  - トェンテ大学（オランダ）
  - ベラルーシ医科大学（ベラルーシ共和国）
  - グリフィス大学（オーストラリア）
  - オークランド工科大学（ニュージーランド）
  - ルレオ工科大学（スウェーデン）

## 近況（2024年度～南谷学長体制）
2024年度からは第14代学長として南谷佳弘（みなみや よしひろ）が就任し、「Make your dreams come true. あなたの夢を実現させよう」をモットーに新たな活動計画を推進している。学長メッセージでは、地域との信頼関係を基盤にした医療・資源・防災の研究教育の深化と、グローバル人材育成を強化する方針が示されている。
また2024年10月には「秋田大学改革プラン2024」が策定され、教育の質保証体制の充実やAI・データサイエンスの全学的な教育展開を進めるとともに、地域包括ケアや資源循環、防災、カーボンニュートラルを含むエネルギー・環境分野など、地域課題に対応した大学の強みを活かす重点施策を掲げている。。